# Hirnsdorf
Hirnsdorf ist eine ehemalige Gemeinde mit 661 Einwohnern (Stand 1. Jänner 2023) und einer Fläche von 4,57 km² und lag im Bezirk Weiz in der Steiermark.
Im Rahmen der Gemeindestrukturreform in der Steiermark ist sie seit 2015 mit den Gemeinden Kaibing, Sankt Johann bei Herberstein, Siegersdorf bei Herberstein und Blaindorf zusammengeschlossen, die neue Gemeinde führt den neuen Namen Feistritztal.
Grundlage dafür ist ein gemeinsamer Antrag dieser Gemeinden.
Die Grenzen der Bezirke Hartberg-Fürstenfeld und Weiz wurden so geändert, dass die neue Gemeinde vollständig im Bezirk Hartberg-Fürstenfeld liegt.
Ebenso wurden mit Wirkung ab 1. Jänner 2015 wurden die Gerichtsbezirke aufgrund der Veränderungen im Rahmen der Gemeindestrukturreform in der Steiermark in der „Bezirksgerichte-Verordnung Steiermark 2015“ neu definiert.
Daher liegt das Gemeindegebiet ab 2015 im Gerichtsbezirk Fürstenfeld.

## Geografie

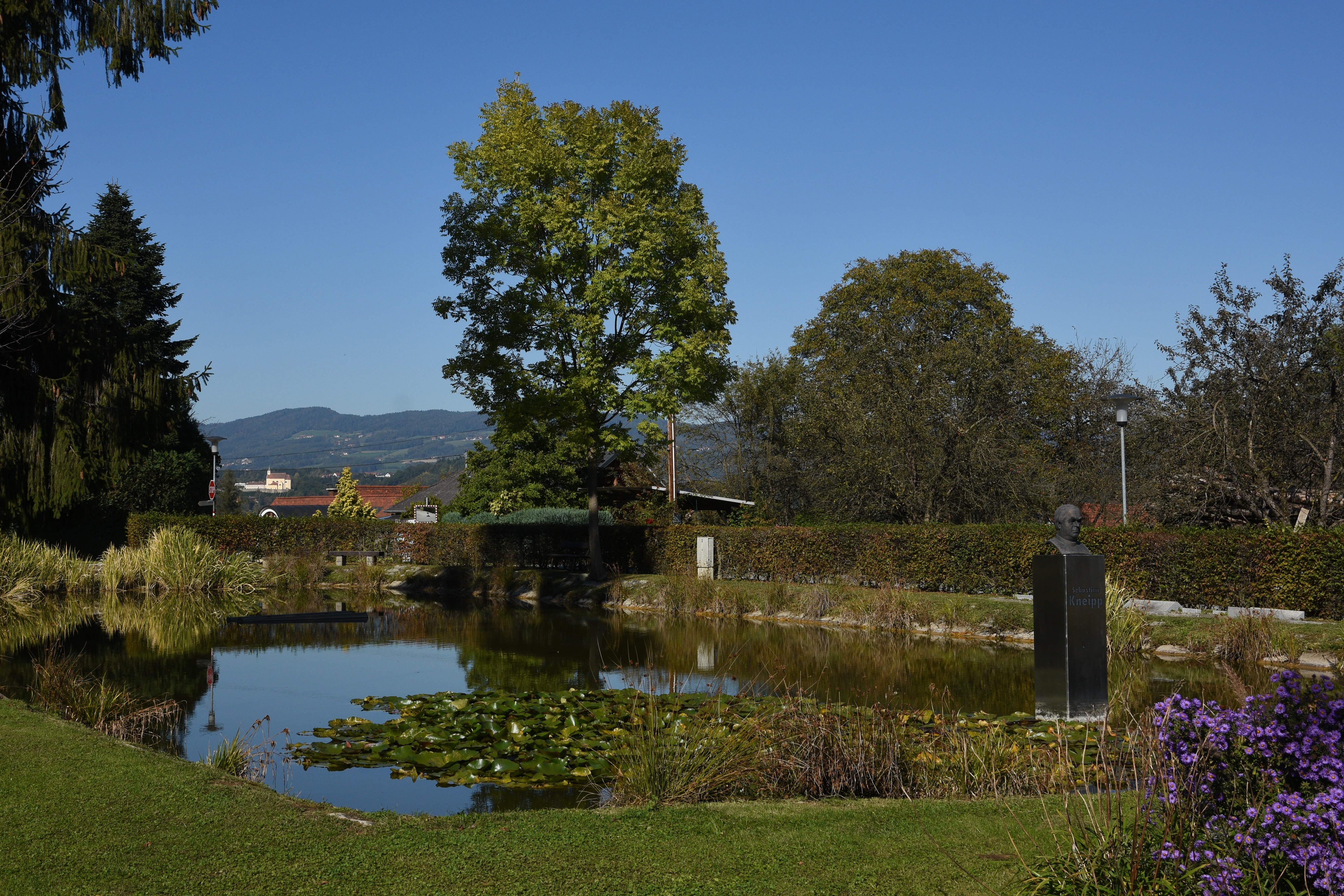
Sebastian Kneipp Park Hirnsdorf

Die höchste Erhebung ist der Weinberg (516 m ü. A., der südöstliche Ausläufer des Kulms) an der nördlichen Gemeindegrenze.

## Geschichte
Hirnsdorf war die erste vom Rodungsmittelpunkt Feistritz aus gegründete Siedlung. Die Herrschaften Stubegg und Herberstein waren Grundherren am Ort. Die Aufhebung der Grundherrschaften erfolgte 1848. Die Ortsgemeinde als autonome Körperschaft entstand 1850.
Nach der Annexion Österreichs 1938 kam die Gemeinde zum Reichsgau Steiermark, 1945 bis 1955 war sie Teil der britischen Besatzungszone in Österreich.

## Kultur und Sehenswürdigkeiten

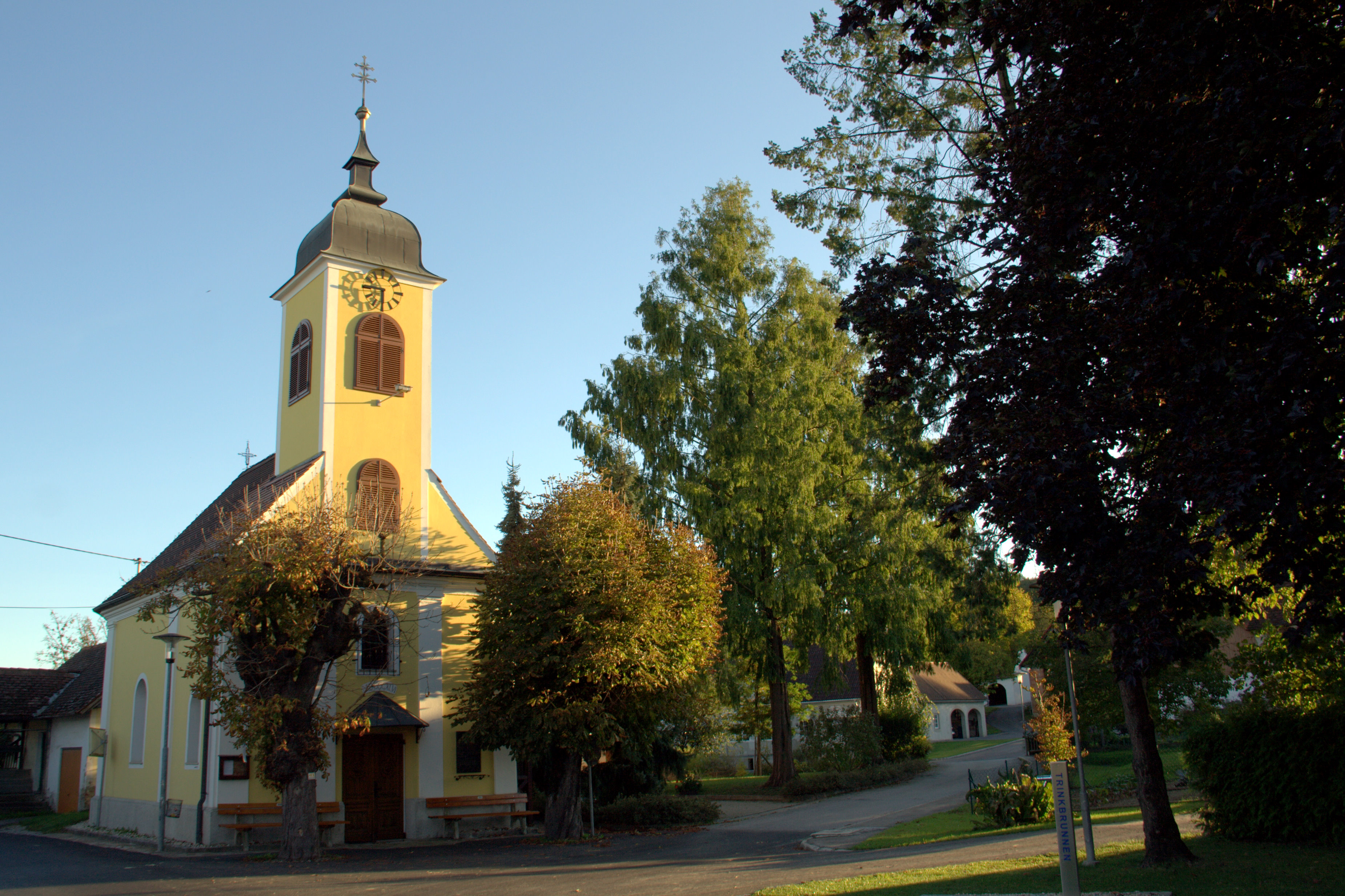
Ortskapelle Hirnsdorf

## Politik
Der Gemeindevorstand setzte sich bis Ende 2014 aus Bürgermeister Friedrich Wachmann (ÖVP), Vizebürgermeister Bernhard Hödl (ÖVP) und Gemeindekassier Landtagsabgeordneten Siegfried Tromaier (SPÖ) zusammen. Der Gemeinderat setzte sich nach den Wahlen von 2010 wie folgt zusammen: 5 ÖVP, 4 SPÖ.

### Wappen
Die Verleihung des Gemeindewappens erfolgte mit Wirkung vom 1. Mai 1983.

Blasonierung (Wappenbeschreibung):
„In Rot über einem durchbrochenen silbernen Mühlstein sieben anstoßende silberne Weinblätter in Sparrenform.“

## Persönlichkeiten

### Ehrenbürger
- 1983: Josef Krainer (1930–2016), Landeshauptmann der Steiermark 1980–1996[6]

### Söhne und Töchter der Gemeinde
- Franz Huber (1857–1953), Gutsbesitzer und Politiker